# سيرجي لوبيز
سيرجي لوبيز (بالكتالونية: Sergi López i Ayats)‏ (و. 1965 – م) هو ممثل من إسبانيا . ولد في فيلانوفا إ لا غيلترو .

## روابط خارجية
- سيرجي لوبيز على موقع IMDb (الإنجليزية)
- سيرجي لوبيز على موقع قاعدة بيانات الأفلام العربية
- سيرجي لوبيز على موقع قاعدة بيانات الأفلام العربية
- سيرجي لوبيز على موقع ألو سيني (الفرنسية)
- سيرجي لوبيز على موقع تيرنر كلاسيك موفيز (الإنجليزية)
- سيرجي لوبيز على موقع أول موفي (الإنجليزية)
- سيرجي لوبيز على موقع قاعدة بيانات الأفلام السويدية (السويدية)
- سيرجي لوبيز على موقع قاعدة بيانات الفيلم (الإنجليزية)
- سيرجي لوبيز على موقع كينوبويسك (الروسية)